# Німецько-мавританські відносини
Німецько-мавританські відносини, описані як "добрі" Міністерством закордонних справ Німеччини. Німеччина надає Мавританії допомогу для розвитку. Проте державні візити на двосторонньому рівні є рідкістю.

## Історія
Капітан Корнеліус Рірс з фрегати Ротер Льове з курфюрства Бранденбург зайняв острів Аргуїн у 1685 році. Два роки потому Бранденбург уклав угоду про захист із власником острова Аль-Сидом, еміром Трарзи. Острів залишався у володінні Бранденбурга до 1721 року, коли його остаточно покинули після нападу Франції.
Після здобуття Мавританією незалежності від Франції в 1960 році країна встановила дипломатичні відносини з Федеративною Республікою Німеччина. Після припинення доктрини Гальштейна Мавританія також встановила дипломатичні відносини з Німецькою Демократичною Республікою аж до возз'єднання Німеччини.
У 1991 році Німецьке товариство міжнародного співробітництва відкрило офіс у Нуакшоті. Після державного конфлікту в країні в 2008 році Німеччина тимчасово призупинила співпробітництво у галузі розвитку. У 2016 році країну відвідав міністр розвитку Герд Мюллер, а через три роки країну відвідала делегація німецького Бундестагу.

## Економічні відносини
Загалом, економічна співпраця має низьку інтенсивність. Загальний обсяг торгівлі Німеччини з Мавританією у 2021 році склав 171 млн євро, що поставило Мавританію на 124 місце в рейтингу торговельних партнерів Німеччини. Німеччина імпортує в основному сировину, а натомість експортує продукти харчування, транспортні засоби та обладнання. З 2018 року MAN має майстерню в Нуакшоті.

## Співробітництво у сфері розвитку
Німеччина надає допомогу в розвитку Мавританії, в основному концентруючись на мирі та безпеці, професійному навчанні та захисті навколишнього середовища. Окрім двостороннього рівня, співробітництво активне і на багатосторонньому рівні, зокрема в регіональних організаціях G5 Sahel і Sahel Alliance. KfW та Німецьке товариство міжнародної співпраці представлені в Мавританії.

## Дипломатичні представництва
- Німеччина має своє посольство в Нуакшоті.[4]
- Мавританія має своє посольство в Берліні.[5]